# 伊予横田駅
伊予横田駅（いよよこたえき）は、愛媛県伊予郡松前町横田にある、四国旅客鉄道（JR四国）予讃線の駅である。駅番号はU03。

## 歴史
- 1961年（昭和36年）4月15日：日本国有鉄道（国鉄）の駅として開業[3]。駅名は所在地名を由来としているが、既に久留里線に横田駅が存在していたことから旧国名を冠した[1]。
- 1987年（昭和62年）4月1日：国鉄分割民営化により、JR四国の駅となる[3]。
- 1990年（平成2年）：伊予市駅 - 伊予北条駅間の電化に合わせ、4両編成の気動車列車が停車した際、すべてのドアから乗り降りができるようホーム長を延伸。

## 駅構造
単式ホーム1面1線の地上駅。無人駅で、自動券売機がある。隣接して踏切と公衆便所がある。

## 駅周辺
周辺は農村地帯である。なお、所在地は伊予郡松前町であるが、伊予市との境に近く、人口の多い伊予市下三谷地区の人の利用の方が多い。
- 愛媛県道219号砥部伊予松山線
- 富田池

## その他
- 松山駅付近の連続立体交差事業に関連して貨物駅と車両基地の移転が決定し、北伊予駅と当駅の間に新貨物駅・車両基地が建設された。日本貨物鉄道（JR貨物）の第二種鉄道事業免許は当駅まで残されていたが、2020年10月1日に松山貨物駅 - 当駅間が事業廃止となっている。また、車両基地の隣接地に伊予市の要望により南伊予駅が建設され、2020年3月14日に開業している。
- 四国内には、国鉄時代には通過する普通列車が存在した駅が多く、当駅もその1つである。

## 隣の駅
四国旅客鉄道（JR四国）
■予讃線
南伊予駅 (U02-1) - 伊予横田駅 (U03) - 鳥ノ木駅 (U04)